# دوبرمن (فیلم)
دوبرمن (انگلیسی: Dobermann) فیلمی در ژانر جنایی است که در سال ۱۹۹۷ منتشر شد. از بازیگران آن می‌توان به ونسان کسل، چکی کاریو، مونیکا بلوچی، رومن دوریس و گاسپار نوئه اشاره کرد.

## خلاصه داستان
دوبرمن یک مجرم کاریزماتیک است و با هدایت گروهی متشکل از دزدان بی رحم از یک بانک سرقت کرده و توسط پلیس پاریس تحت تعقیب قرار می‌گیرد